# Sybra crassepuncta
Sybra crassepuncta är en skalbaggsart som beskrevs av Stefan von Breuning 1938. Sybra crassepuncta ingår i släktet Sybra och familjen långhorningar.
Artens utbredningsområde är Vanuatu. Inga underarter finns listade i Catalogue of Life.